# Puchar Europy w skokach narciarskich 1986/1987
Puchar Europy w skokach narciarskich 1986/1987 – rozpoczął się 26 grudnia 1986 w Sankt Moritz na skoczni Olympiaschanze, a zakończył 12 kwietnia 1987 w Feldberg na skoczni Feldbergschanze oraz równocześnie w Predazzo na skoczni Passo Rolle. W ramach cyklu rozegrano 20 indywidualnych konkursów. Zwycięzcą klasyfikacji generalnej został Czechosłowak Jiří Malec.

## Wyniki zawodów
| Lp.                                                                               | Data                                          | Miejscowość                                   | Skocznia                                      | Punkt K                                       | Uwagi                                         | 1. miejsce              | 2. miejsce                    | 3. miejsce            |
| --------------------------------------------------------------------------------- | --------------------------------------------- | --------------------------------------------- | --------------------------------------------- | --------------------------------------------- | --------------------------------------------- | ----------------------- | ----------------------------- | --------------------- |
| 1.                                                                                | 26 grudnia 1986                               | Sankt Moritz                                  | Olympiaschanze                                | K-94                                          | -                                             | Gérard Balanche         | Thomas Kindlimann             | Andreas Bauer         |
| 2.                                                                                | 29 grudnia 1986                               | Sankt Aegyd                                   | Klaushoferschanze                             | K-73                                          | -                                             | Paul Erat               | Bruno Romang                  | Thomas Feuerstein     |
| 3.                                                                                | 9 stycznia 1987                               | Villach                                       | Alpenarena                                    | K-80                                          | TTP                                           | Robert Selbekk-Hansen   | Thomas Hasslberger            | Carlo Pinzani         |
| 4.                                                                                | 10 stycznia 1987                              | Planica                                       | Srednija velikanka                            | K-90                                          | TTP                                           | Rajko Lotrič            | Tomaž Dolar                   | Robert Selbekk-Hansen |
| 5.                                                                                | 11 stycznia 1987                              | Tarvisio                                      | Trampolino Fratelli Nogara                    | K-80                                          | TTP                                           | odwołany                | odwołany                      | odwołany              |
| Turniej Trzech Państw – klasyfikacja końcowa                                      | Turniej Trzech Państw – klasyfikacja końcowa  | Turniej Trzech Państw – klasyfikacja końcowa  | Turniej Trzech Państw – klasyfikacja końcowa  | Turniej Trzech Państw – klasyfikacja końcowa  | Turniej Trzech Państw – klasyfikacja końcowa  | Robert Selbekk Hansen   | Horst Bulau                   | Rajko Lotrič          |
| 6.                                                                                | 16 stycznia 1987                              | Les Rousses                                   | Omnibus                                       | K-70(?)                                       | GPoN                                          | Adolf Hirner            | Espen Bredesen                | Robert Selbekk-Hansen |
| 7.                                                                                | 17 stycznia 1987                              | Harrachov                                     | Čerťák                                        | K-120                                         | TCz                                           | Jiří Malec              | Ladislav Dluhoš               | Bohumil Vacek         |
| 8.                                                                                | 18 stycznia 1987                              | Liberec                                       | Ještěd                                        | K-90                                          | TCz                                           | Jiří Malec              | Bohumil Vacek                 | Pavel Ploc            |
| Turniej Czeski – klasyfikacja końcowa                                             | Turniej Czeski – klasyfikacja końcowa         | Turniej Czeski – klasyfikacja końcowa         | Turniej Czeski – klasyfikacja końcowa         | Turniej Czeski – klasyfikacja końcowa         | Turniej Czeski – klasyfikacja końcowa         | Jiří Malec              | Bohumil Vacek                 | Ladislav Dluhoš       |
| 9.                                                                                | 18 stycznia 1987                              | Le Brassus                                    | Tremplin de la Chirurgienne                   | K-104                                         | GPoN                                          | Gérard Balanche         | Fabrice Piazzini              | Uli Boll              |
| Grand Prix of Nations – klasyfikacja końcowa                                      | Grand Prix of Nations – klasyfikacja końcowa  | Grand Prix of Nations – klasyfikacja końcowa  | Grand Prix of Nations – klasyfikacja końcowa  | Grand Prix of Nations – klasyfikacja końcowa  | Grand Prix of Nations – klasyfikacja końcowa  | Espen Bredesen          | Robert Selbekk-Hansen         | Florian Trèves        |
| 10.                                                                               | 6 lutego 1987                                 | Willingen                                     | Mühlenkopfschanze                             | K-110                                         | -                                             | Steinar Bråten          | Josef Heumann                 | Andreas Bauer         |
| 11.                                                                               | 8 lutego 1987                                 | Matrahaza                                     | Síugrás                                       | K-83                                          | -                                             | Kai Nokelainen          | Peter Ciz                     | Jan Łoniewski         |
| 12.                                                                               | 8 lutego 1987                                 | Willingen                                     | Mühlenkopfschanze                             | K-110                                         | -                                             | Thomas Klauser          | Franz Wiegele                 | Roger Ruud            |
|                                                                                   |                                               |                                               |                                               |                                               |                                               |                         |                               |                       |
| Mistrzostwa Świata w Narciarstwie Klasycznym 1987 • Oberstdorf, 11–21 lutego 1987 |                                               |                                               |                                               |                                               |                                               |                         |                               |                       |
|                                                                                   |                                               |                                               |                                               |                                               |                                               |                         |                               |                       |
| 13.                                                                               | 15 lutego 1987                                | Wörgl                                         | Latella-Schanze                               | K-83                                          | -                                             | Günther Stranner        | Paul Erat                     | Adolf Hirner jr       |
| 14.                                                                               | 22 lutego 1987                                | Travnik                                       | Vlašić Skakaonica                             | K-87                                          | -                                             | Josef Heumann           | Raimund Resch                 | Carlo Pinzani         |
| 15.                                                                               | 1 marca 1987                                  | La Molina                                     | Trampolín Albert Bofill Mosella               | K-75                                          | PKr                                           | Bernard Guillaume       | Florian Treves                | Eckhard Reichertz     |
| 16.                                                                               | 7 marca 1987                                  | Neustadt                                      | Hochfirstschanze                              | K-90                                          | TSch                                          | Jiří Malec              | Rick Mewborn Christoph Müller | –                     |
| 17.                                                                               | 8 marca 1987                                  | Schönwald                                     | Adlerschanze                                  | K-85                                          | TSch                                          | Jiří Malec              | Halvor Persson                | Adolf Hirner          |
| Turniej Schwarzwaldzki – klasyfikacja końcowa                                     | Turniej Schwarzwaldzki – klasyfikacja końcowa | Turniej Schwarzwaldzki – klasyfikacja końcowa | Turniej Schwarzwaldzki – klasyfikacja końcowa | Turniej Schwarzwaldzki – klasyfikacja końcowa | Turniej Schwarzwaldzki – klasyfikacja końcowa | Jiří Malec              | Adolf Hirner                  | Jan Henrik Trøen      |
| 18.                                                                               | 27 marca 1987                                 | Stjørdal                                      | Bjørkbakken                                   | K-82                                          | -                                             | Hroar Stjernen          | Kent Johanssen                | Andreas Felder        |
| 19.                                                                               | 28 marca 1987                                 | Sprova                                        | Steinfjellbakken                              | K-90                                          | -                                             | Ernst Vettori           | Hroar Stjernen                | Andreas Felder        |
| 20.                                                                               | 29 marca 1987                                 | Meldal                                        | Kløvsteinbakken                               | K-105                                         | -                                             | Ole Christian Eidhammer | Jiří Parma                    | Ole Gunnar Fidjestøl  |
| 21.                                                                               | 12 kwietnia 1987                              | Predazzo                                      | Passo Rolle                                   | K-65                                          | -                                             | Antonio Lacedelli       | Adolf Hirner                  | Virginio Lunardi      |